# Воевода, Иван Афанасьевич
Иван Афанасьевич Воевода (р. 1929) — строитель, Герой Социалистического Труда (1971).

## Биография
Иван Воевода родился 21 сентября 1929 года на хуторе Махино (ныне — Аксайский район Ростовской области).
Трудовую деятельность начал в годы войны. С 1943 года работал помощником печника в организации «Продмонтаж», восстанавливал разрушенные войной хлебопечи в Ростовской и Сталинской областях. В 1948 году Воевода окончил школу фабрично-заводского ученичества. В 1951—1954 годах проходил службу в Советской Армии.
Демобилизовавшись, Воевода работал в СМУ «Севкавпродстрой», впоследствии преобразованный в Управление начальника работ № 113. С 1959 года он был бригадиром комплексной бригады каменщиков-монтажников. Год спустя бригада перешла на хозрасчёт, что улучшило показатели её работы. Бригада строила в Ростове-на-Дону первые высотные дома на набережной Дона, ряд школ, больниц, животноводческих комплексов. На базе бригады была создана школа передового опыта, где осуществлялся обмен опытом в строительной деятельности.
Указом Президиума Верховного Совета СССР от 5 апреля 1971 года за «выдающиеся успехи в выполнении заданий пятилетнего плана по строительству и вводу в действие производственных мощностей, жилых домов и объектов культурно-бытового назначения» Иван Воевода был удостоен высокого звания Героя Социалистического Труда с вручением ордена Ленина и медали «Серп и Молот».
В настоящее время на пенсии, проживает в Ростове-на-Дону.

## Награды
- Был также награждён орденом Трудового Красного Знамени (1966) и рядом медалей, среди которых «За доблестный труд в Великой Отечественной войне 1941—1945 гг.», «50 лет Победы в Великой Отечественной войне 1941—1945 гг.», «Ветеран труда».
- За возведение строительных комплексов его бригадой и большой личный вклад Главный комитет ВДНХ СССР в 1969 году наградил И. А. Воеводу бронзовой медалью.
- Заслуженный строитель РСФСР (1969).